# 巴爾巴索錦標賽
巴爾巴索錦標賽（Barbasol Championship）是美國高爾夫球PGA巡迴賽的一個賽事。巴爾巴索錦標賽自2015年加入PGA巡迴賽，中015年和英國公開賽同時舉行。賽事在亞拉巴馬州舉行，是1990年以來首個在亞拉巴馬舉行的PGA巡迴賽賽事。

## 外部連結
- 官方网站
- Coverage on PGA Tour's official site （页面存档备份，存于）

32°40′41″N 85°25′23″W / 32.678°N 85.423°W